# Rensjö
Rensjö är en sjö i Älvdalens kommun i Dalarna och ingår i Dalälvens huvudavrinningsområde. Sjön har en area på 1,26 kvadratkilometer och ligger 499,8 meter över havet. Sjön avvattnas av vattendraget Bliksån.
Sjön ingår i naturreservatet Rensjön.

## Delavrinningsområde
Rensjö ingår i det delavrinningsområde (681565-138445) som SMHI kallar för Utloppet av Rensjö. Medelhöjden är 555 meter över havet och ytan är 12,97 kvadratkilometer. Det finns inga avrinningsområden uppströms utan avrinningsområdet är högsta punkten. Bliksån som avvattnar avrinningsområdet har biflödesordning 4, vilket innebär att vattnet flödar genom totalt 4 vattendrag innan det når havet efter 401 kilometer. Avrinningsområdet består mestadels av skog (89 procent). Avrinningsområdet har 1,26 kvadratkilometer vattenytor vilket ger det en sjöprocent på 9,7 procent.